# QantasLink
QantasLink è un marchio regionale della compagnia aerea australiana Qantas ed è un membro dell'alleanza aerea Oneworld. È uno dei principali concorrenti di Regional Express Airlines e Virgin Australia Regional Airlines. A partire da settembre 2010, QantasLink fornisce 1 900 voli ogni settimana verso 54 località nazionali.

## Storia
Le origini di QantasLink come marchio unico per le sussidiarie regionali di Qantas risalgono all'ottobre 1993, quando Qantas acquisì l'Australian Airlink Pty Ltd e la sua flotta dalla società madre National Jet Systems, che fino a quel momento aveva operato voli regionali per Australian Airlines. Il nome Australian Airlink è rimasto e la flotta è stata ridipinta con la livrea Qantas, e la National Jet Systems è stata successivamente incaricata da Qantas di operare con gli aerei della Australian Airlink.
Prima del 2002, le varie sussidiarie di Qantas operavano con i propri nomi, adottando infine le livree dell'Australian Airlines e, successivamente, della Qantas. Nel 2002 è stato creato un marchio comune, comprendente AirLink (un franchising, gestito da National Jet Systems), Sunstate Airlines, Eastern Australia Airlines e Southern Australia Airlines; da allora Southern Australia ha cessato le attività.
Per un breve periodo, QantasLink ha rilevato alcune delle rotte non di linea di Qantas, come Sydney-Sunshine Coast, utilizzando i Boeing 717 ereditati dopo che Qantas ha acquisito Impulse Airlines. QantasLink ha cessato di operare alcune di queste rotte dopo che Qantas ha formato la sussidiaria a basso costo Jetstar Airways, trasferendo il Boeing 717 e le rotte alla nuova compagnia aerea. Nel 2005/06, otto dei 717 sono stati restituiti a QantasLink in seguito all'acquisizione da parte di Jetstar di Airbus A320, destinati ad essere utilizzati in Australia occidentale, Territorio del Nord e nell'estremo nord del Queensland da National Jet Systems.
Il 31 luglio 2015, Network Aviation è stato assorbito da QantasLink. Lo ha annunciato Qantas con la presentazione di un Fokker 100 i propri colori.
Nel gennaio 2018, Network Aviation ha confermato che avrebbe noleggiato due Airbus A320 da Jetstar Airways per voli da e per Perth come parte del marchio QantasLink.
Il 20 maggio 2020, Qantas ha annunciato l'acquisto della sussidiaria National Jet Systems di Cobham Australia, portando internamente sia i dipendenti che la flotta di Boeing 717-200.

## Destinazioni
QantasLink opera voli di linea in tutta l'Australia. New South Wales, Australian Capital Territory, Queensland, South Australia, Tasmania, Victoria e Northern Territory rientrano tra le destinazioni della compagnia.

## Flotta

### Flotta attuale

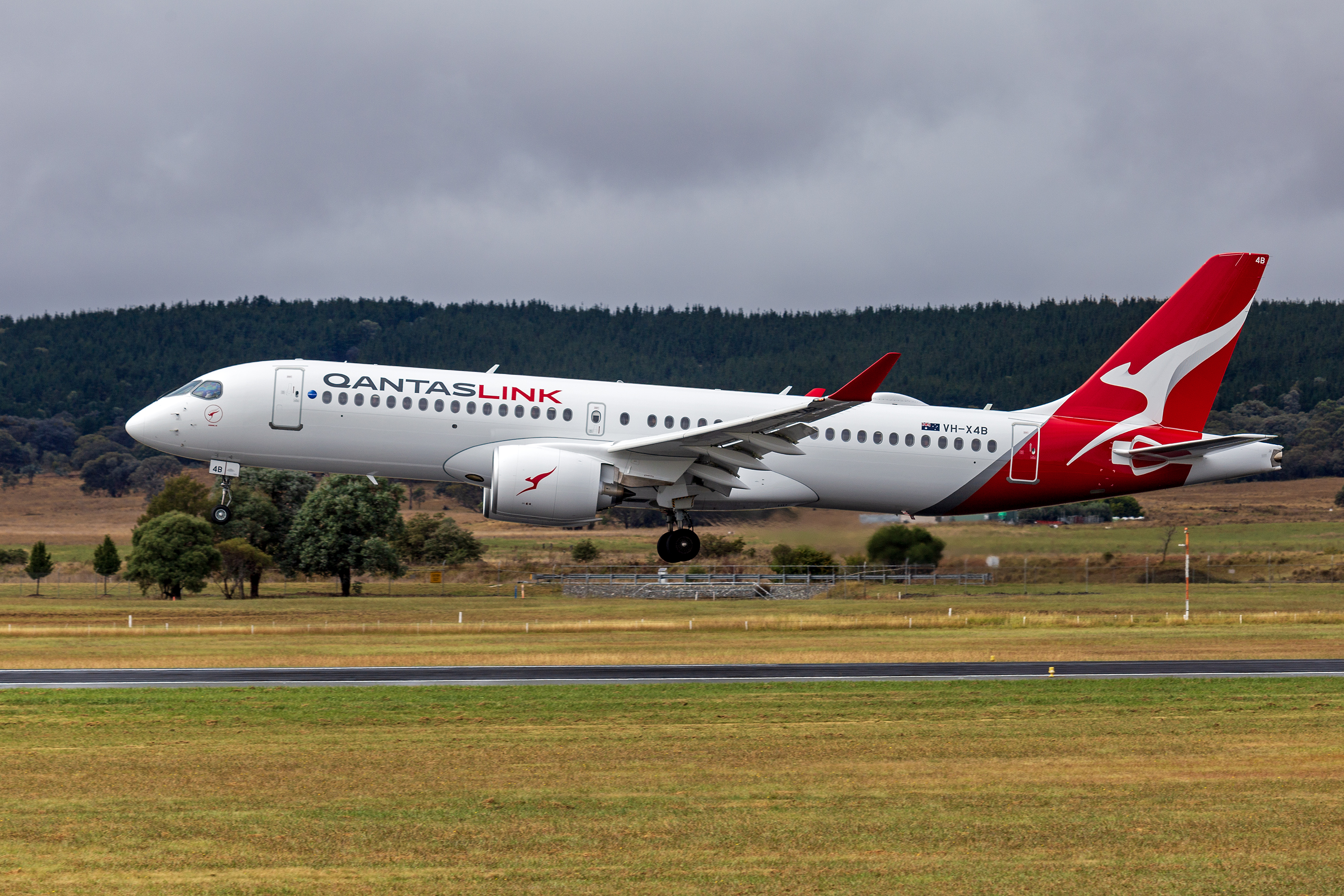
Un Airbus A220-300.

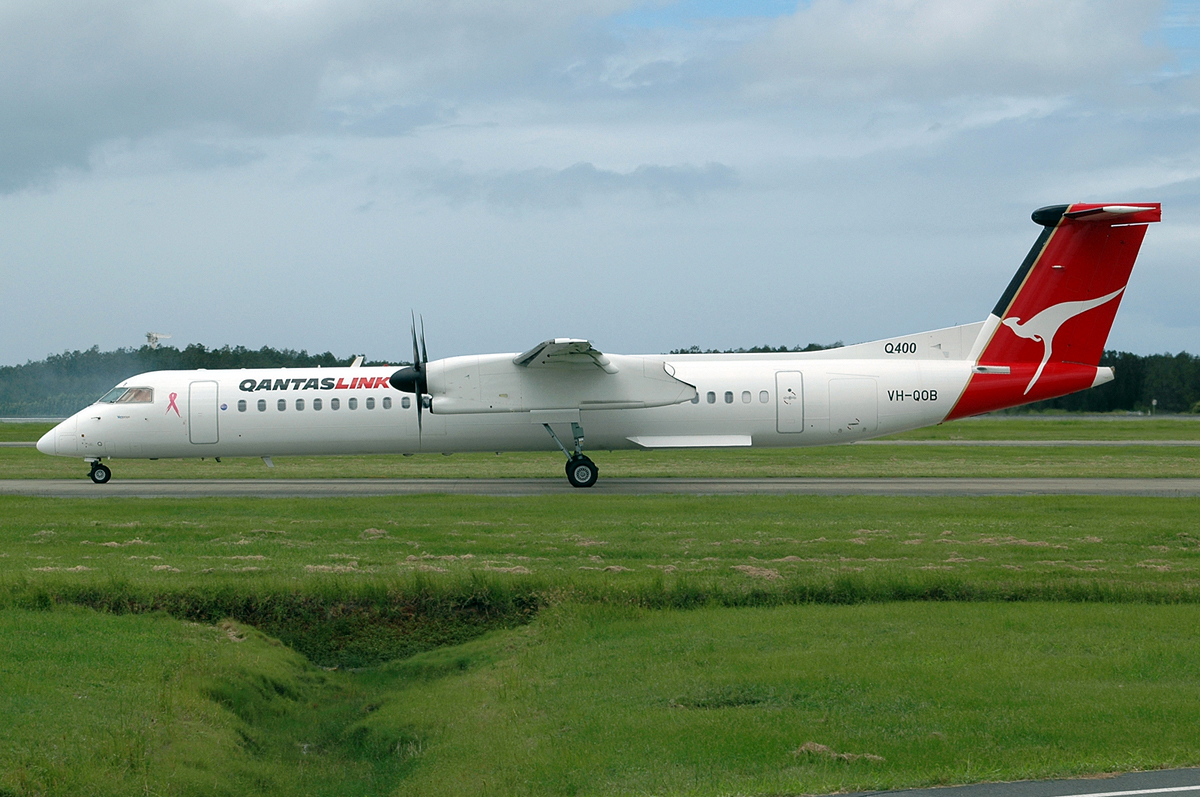
Un Bombardier Dash 8 Q-400 nella vecchia livrea.

Un Embraer E-190.

I voli di QantasLink sono operati dalle singole compagnie aeree che compongono il gruppo: Eastern Australia Airlines, Network Aviation e Sunstate Airlines; sono sotto contratto anche i vettori Alliance Airlines e National Jet Systems.
A settembre 2024 la flotta di QantasLink è così composta:

### Flotta storica
QantasLink operava in precedenza con i seguenti aeromobili:
- Bombardier Dash 8 Q100
- British Aerospace BAe 146-100
- British Aerospace BAe 146-200
- British Aerospace BAe 146-300

## Incidenti
- Il 29 maggio 2003, il volo Qantas 1737, un volo interno da Melbourne a Launceston operato da un Boeing 717 registrato QantasLink VH-VQI, fu oggetto di un tentativo di dirottamento. Alcuni passeggeri e i membri dell'equipaggio riuscirono a neutralizzare l'uomo, armato di oggetti di legno, e a farlo arrestare dalle autorità.[9]